# ADAT

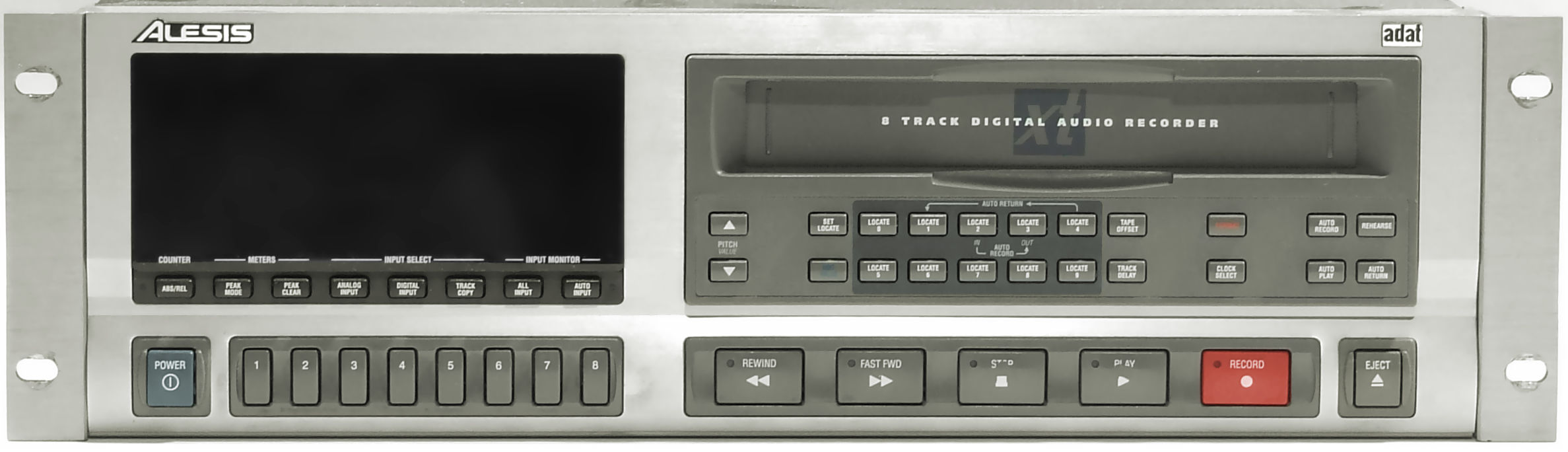
Um gravador de áudio digital ADAT XT de 8 canais

Alesis Digital Audio Tape, ou ADAT, foi lançando em 1991 para a gravação digital de áudio usando fitas similares ao formato S-VHS dos tradicionais videocassetes. Cada fita tem a capacidade de gravar 8 canais simultaneamente. Um grande número de pistas podem ser utilizadas simultaneamente sincronizando diversas máquinas ADAT juntas.
Diversas versões de aparelhos ADAT foram produzidas. O ADAT original (conhecida como "cara preta") e o ADAT XT gravam em 16 bits (ADAT Type I). A última geração de máquinas — as XT-20, LX-20 e M-20 — suportam 20 bits (ADAT Type II). Todas as ADATs usam a mesma fita S-VHS de alta qualidade. Fitas gravadas no formato Type I podem ser usadas nas máquinas mais modernas, mas o inverso não. As últimas gerações podem gravar uma variedade de taxas de amostragem, incluindo 44.1 kHz e 48 kHz, enquanto o tradicional "cara preta" pode usar somente 48 kHz.
ADAT é um formato de uso profissional, enquanto vai lentamente sendo substituído por estações de trabalho baseado em computadores, ainda é largamente utilizado na indústria de gravações. Por causa de sua confiabilidade elevada, está presente também na utilização para trabalhos científicos, e para controlar as luzes em shows de laser.